# Monte Giove
Monte Giove – szczyt w Alpach Lepontyńskich, części Alp Zachodnich. Leży we Włoszech w regionie Piemont, blisko granicy ze Szwajcarią. Należy do podgrupy Alpy Monte Leone – Świętego Gotarda.